# Je ne connais pas cet homme
Albums de Brigitte Fontaine
Brigitte Fontaine
(1972) L'Incendie
(1974)
Je ne connais pas cet homme est le cinquième album de Brigitte Fontaine et le premier officiel du tandem Areski-Fontaine, paru en 1973. La chanson qui donne son titre au 33-tours fait référence aux mots prononcés par Simon Pierre lorsqu'il renia le Christ.
La musique est très dépouillée (percussions, guitare, saxophone et quatuor de cordes) et les textes de Brigitte plus abstraits que d'ordinaire, même si les luttes sociales y sont clairement évoquées. Plutôt sombre, le disque contient cependant deux morceaux remplis d'humour (noir) : « C'est normal » et « La Renarde et le Bélier touffu ».
Paradoxalement, Brigitte Fontaine se souvient que l'enregistrement s'est déroulé dans une atmosphère d'euphorie complète. Qualifié de « dionysiaque », Je ne connais pas cet homme est sans doute l'album du tandem - le premier à paraître sous sa double signature - le plus difficile d'accès.
La chanson « C'est normal » est cependant devenue un des classiques de Brigitte Fontaine.

## Titres
Les arrangements de cordes ont été dirigés et écrits par Antoine Duhamel.
| No  | Titre                          | Durée |
| --- | ------------------------------ | ----- |
| 1.  | Depuis                         | 1:57  |
| 2.  | J'ai 26 ans, Madame            | 1:13  |
| 3.  | La Fille du Curé               | 2:04  |
| 4.  | Comment ça va                  | 1:42  |
| 5.  | Montparnasse                   | 1:18  |
| 6.  | La Recherche de l'Hiver        | 3:44  |
| 7.  | Les Blanchisseuses             | 1:09  |
| 8.  | C'est Normal                   | 4:22  |
| 9.  | Dis moi                        | 4:31  |
| 10. | On n'est pas des Arbres        | 1:44  |
| 11. | La Renarde et le Bélier Touffu | 4:21  |
| 12. | Je ne connais pas cet homme    | 2:17  |
| 13. | Nous ne pourrons plus dormir   | 1:31  |
| 14. | La Morvien                     | 2:37  |
| 15. | Le Silence                     | 2:30  |